# 八幡杜の館
八幡杜の館（はちまんもりのやかた）は、仙台市青葉区八幡にある博物館、市民文化施設である。
もとは八幡にあった酒蔵天賞酒造の店舗だったが、天賞酒造が移転した際に仙台市が店舗の移築整備を行い、以降は市民活動の場として地域住民によって管理・利用されている。

## 概要・利用状況
八幡地区の歴史や仙台市・宮城県の伝統工芸品などの常設展示のほか、運営委員会が企画する行事や季節展を行っている。また有料の申し込みをすれば、文化活動の会場や展示場として利用することもできる。
- 開館時間
  - 午前10時から午後4時まで
- 休館日
  - 毎週月曜日・火曜日・水曜日
- 中島丁公園は24時間・通年利用可能。

新型コロナウイルス感染症の拡大防止のため、2022年1月31日より臨時休館となっていたが、同年4月より公開を再開した。

## 建物の歴史

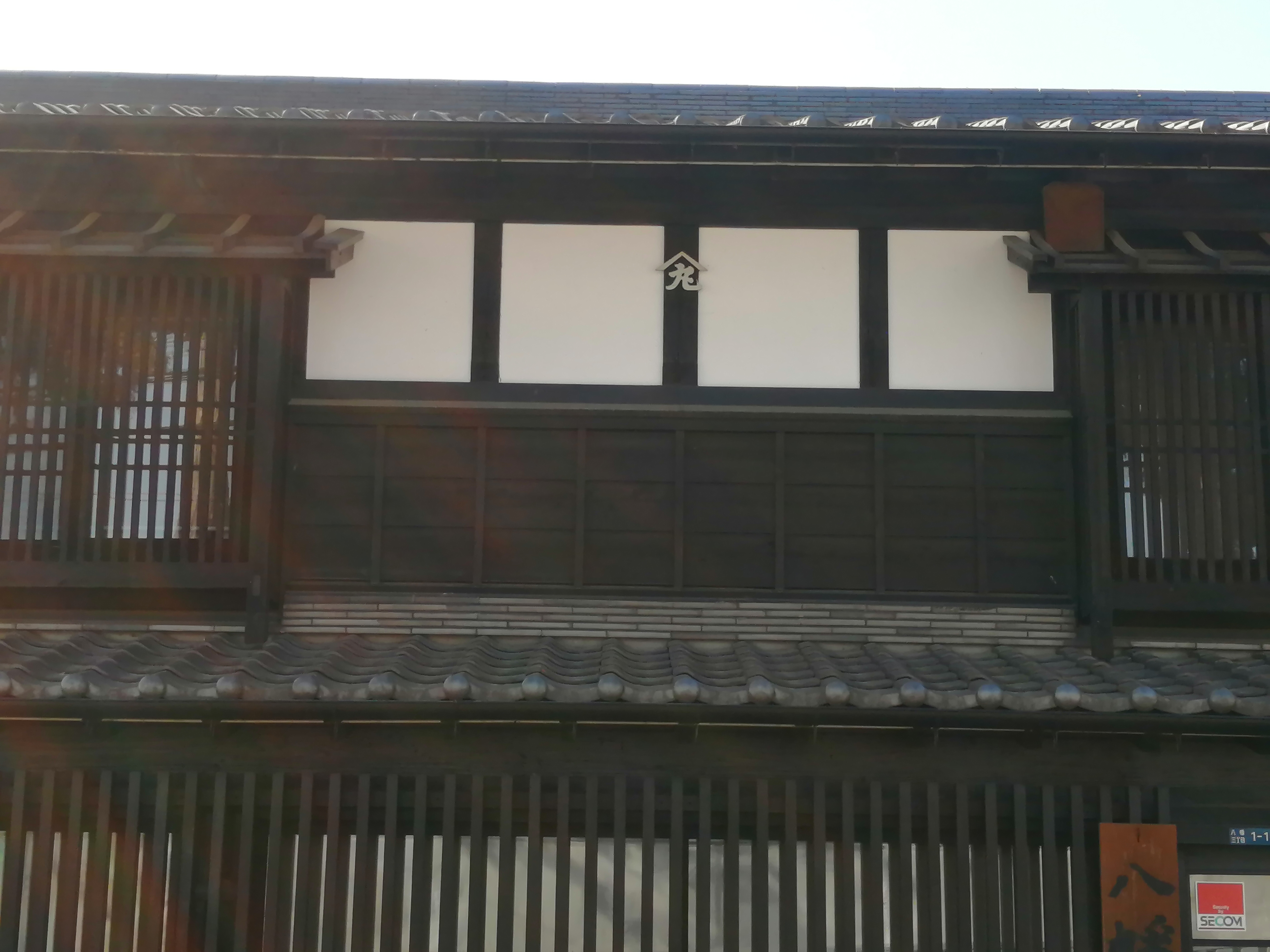
天賞酒造の屋号(丸に屋根)が見える。また外観は藩政期の姿を残しているが、改装でガラス窓やサッシが取り付けられている

かつては天賞酒造の店舗であり、八幡地区の国道48号沿いに位置していた。正確な建築年代は記録が残っていないが、天賞酒造の創業が1804年（文化元年）であり、1851年（嘉永4年）に敷地と屋敷を譲り受けたとする送り状が残っていること、1961年の文書に築150年以上という記述があることから、1811年（文化8年）頃の建築と推測されている。現在建物が立地している中島丁公園も、もとは天賞酒造が管理する庭園の一部だった。
2004年に天賞酒造が柴田郡川崎町に移転することになり、八幡町の店舗も取り壊されることになった。歴史ある建物であることから仙台市と地域住民の間で協議が行われた結果、仙台市青葉区が建物と公園の買い上げおよび移築を行い、その後の運営管理を地域住民が行うことになり、2006年から2007年にかけて移築が行われた。2022年現在は八幡杜の館は「八幡杜の館運営委員会」が、中島丁公園は「中島丁公園愛護協会」がそれぞれ管理にあたっている。
なお、天賞酒造の店舗は1941年に道路の拡幅にともなって移築されたとする記録があり、あわせて2回の移築を経験していることになる。
また居宅や蔵など、店舗以外の天賞酒造の建物は現存しないが、旧国道48号沿いには天賞酒造時代の塀や門が残っている場所もある。

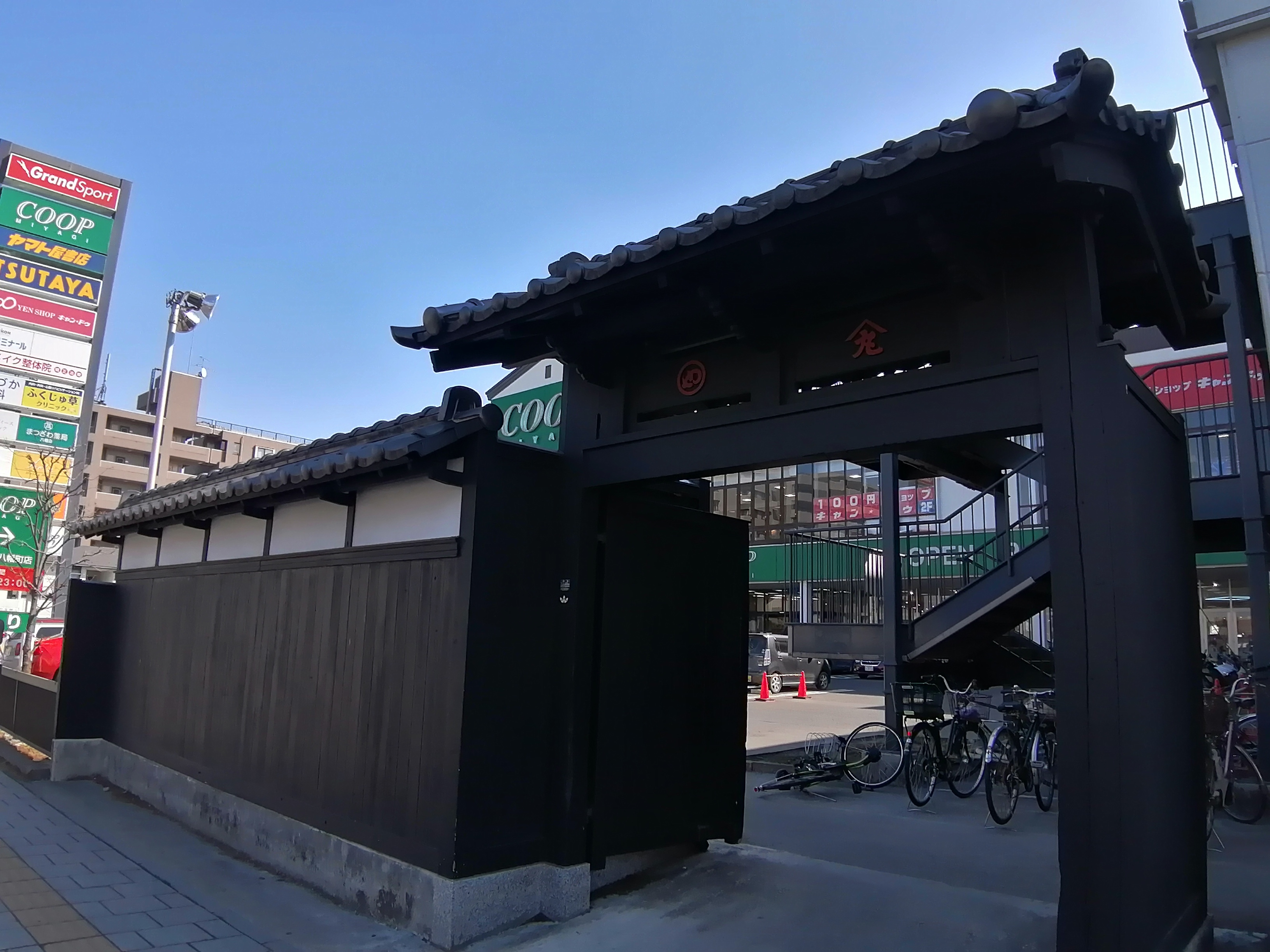
県道31号沿いに残る塀と門（2022年3月）。みやぎ生協八幡町店前にて

## アクセス
- 仙台市営バス「八幡一丁目」より徒歩3分

駐車場がないため、公共交通機関の利用が推奨されている。